# قائمة جوائز حقوق الإنسان
تُعد هذه القائمة الخاصة بجوائز حقوق الإنسان فهرسًا للمقالات المتعلقة بالجوائز البارزة التي تُمنح لتعزيز حقوق الإنسان. تُعتبر حقوق الإنسان مبادئ أخلاقية أو أعرافًا اجتماعية تصف معايير معينة للسلوك البشري، وتُحظى عادةً بالحماية كحقوق طبيعية وقانونية في القانون المحلي والدولي. تُنظم القائمة حسب المنطقة والبلد الخاص بالمنظمات الراعية الرئيسية، ولكن العديد من الجوائز مفتوحة للأفراد أو المنظمات من دول ومناطق أخرى.

## دوليًا
| البلد | الجائزة                                        | الجهة الراعية | أُعطت إلى |
| ----- | ---------------------------------------------- | ------------- | --- |
| دولي  | جائزة اليونسكو/بلباو لتعزيز ثقافة حقوق الإنسان | اليونسكو      | المؤسسات والمنظمات والأفراد الذين قدموا مساهمة مهمة وفعالة بشكل خاص لتعزيز ثقافة حقوق الإنسان على المستويين الإقليمي والدولي |
| دولي  | جائزة الأمم المتحدة في مجال حقوق الإنسان       | الأمم المتحدة | الأفراد والمنظمات تقديرًا لإنجازاتهم البارزة في مجال حقوق الإنسان                                                             |

## أفريقيا
| البلد                      | الجائزة                               | الجهة الراعية                              | ملاحظات |
| -------------------------- | ------------------------------------- | ------------------------------------------ | --- |
| ليبيا                      | جائزة القذافي لحقوق الإنسان           | مؤتمر الشعب العام                          | شخصيات أو هيئات أو منظمات دولية ساهمت بشكل مميز في تقديم خدمة إنسانية بارزة، وحققت أعمالًا عظيمة في الدفاع عن حقوق الإنسان، وحماية قضايا الحرية، ودعم السلام في جميع أنحاء العالم.                                                                  |
| جنوب إفريقيا               | جائزة فيرا تشيروا                     | مركز حقوق الإنسان، جامعة بريتوريا          | يجب أن يظهر المتقدمون التزامًا بارزًا بالدفاع عن حقوق الإنسان، والقيادة في مجال حقوق الإنسان والديمقراطية بما يؤثر على إفريقيا والأفارقة؛ وأن يساهموا في قضية أو قضايا محددة لحقوق الإنسان، ويُظهروا التزامًا بتحسين حياة الناس في جميع أنحاء إفريقيا. |
| الشبكة الإفريقية الإقليمية | جوائز الدرع                           | الشبكة الإفريقية للمدافعين عن حقوق الإنسان | تُكرّم الأفراد الاستثنائيين الذين ساهموا في إحداث تغييرات في مجتمعاتهم من خلال تعزيز وحماية حقوق الإنسان بسلام، كما هي معترف بها عالميًا في الإعلان العالمي لحقوق الإنسان والميثاق الأفريقي لحقوق الإنسان والشعوب.                                    |
| إثيوبيا                    | جائزة المدافع عن حقوق الإنسان السنوية | مركز المدافعين عن حقوق الإنسان في إثيوبيا  | تعترف الجائزة بجهود المدافعين عن حقوق الإنسان في إثيوبيا وتبرز المخاطر التي يواجهونها في حياتهم اليومية. كما تهدف إلى تعزيز أنشطة حقوق الإنسان للمتلقي. يجب أن يعتمد المتلقي على نهج سلمي وأن يعمل بدافع شخصي عميق لمساعدة الآخرين.                |

## الأمريكيتان

### كندا
| الجائزة                | الجهة الراعية                                    | تُمنح لأجل                                                 |
| ---------------------- | ------------------------------------------------ | --------------------------------------------------------- |
| جائزة جون همفري للحرية | المركز الدولي لحقوق الإنسان والتنمية الديمقراطية | إنجاز استثنائي في تعزيز حقوق الإنسان والتنمية الديمقراطية |
| جائزة الذئب            | مشروع الذئب                                      | الجهود الرامية إلى تحسين التسامح والتفاهم العنصري         |

### الولايات المتحدة
| الجائزة                                          | الجهة الراعية                                            | تُمنح إلى/لأجل |
| ------------------------------------------------ | -------------------------------------------------------- | --- |
| جائزة الحريات الأربع                             | معهد روزفلت للدراسات الأمريكية                           | الالتزام بالمبادئ التي أعلنها الرئيس الأمريكي فرانكلين روزفلت في 6 يناير 1941 كأساس للديمقراطية: حرية التعبير، حرية العبادة، التحرر من الحاجة، والتحرر من الخوف |
| جائزة إليانور روزفلت لحقوق الإنسان               | رئيس الولايات المتحدة                                    | المروجون الأمريكيون لحقوق الإنسان في الولايات المتحدة |
| جائزة AAAS لحرية ومسؤولية البحث العلمي           | الجمعية الأمريكية لتقدم العلوم                           | أعمال متميزة، غالبًا بتكلفة شخصية كبيرة، لتعزيز حرية البحث العلمي والمسؤولية وزيادة الوعي العلمي في جميع أنحاء العالم                                            |
| جائزة إيفان ألين الابن للشجاعة الاجتماعية        | مؤسسة عائلة ويلبر وهيلدا جلين                            | الأفراد الذين، مثل العمدة إيفان ألين الابن، يدافعون عن المبادئ الأخلاقية ويخدمون الإنسانية دون اعتبار للمخاطر الشخصية أو المهنية                                |
| ميدالية برانديز                                  | جامعة لويفيل                                             | الالتزام بمثل الحرية الفردية، والاهتمام بالمحرومين، والخدمة العامة                                                                                              |
| جائزة وليام ج. برينان                            | مركز توماس جيفرسون لحماية حرية التعبير                   | (جوائز متنوعة) |
| جائزة كارتر-مينيل لحقوق الإنسان                  | مؤسسة كارتر-مينيل لحقوق الإنسان                          | الأفراد والمؤسسات التي تعزز حقوق الإنسان |
| جائزة الشجاعة المدنية                            | مؤسسة القطار                                             | تسليط الضوء على أبطال الضمير الاستثنائيين |
| جائزة الشجاعة للفنون                             | يوكو أونو                                                | الفنانون والموسيقيون والكتاب وغيرهم الذين سعوا إلى الحقيقة في أعمالهم وأظهروا الشجاعة والقيادة والمبادرة، رغم المخاطر المهنية والسياسية                         |
| جائزة توماس ج. دود للعدالة الدولية وحقوق الإنسان | جامعة كونيتيكت                                           | جهود بارزة لتعزيز العدالة الدولية وحقوق الإنسان العالمية |
| جائزة حرر عقلك (MTV)                             | إم تي في                                                 | زيادة الوعي بقضايا حساسة، مثل انتهاكات حقوق الإنسان، والقوانين السياسية والمدنية، مع دعم حماية البيئة من خلال منظمات غير حكومية وأفراد                          |
| جائزة الحرية                                     | لجنة الإنقاذ الدولية                                     | مساهمات استثنائية في قضية اللاجئين وحرية الإنسان |
| جائزة ماركوس غارفي لحقوق الإنسان                 | الرابطة العالمية لتنمية الزنوج وعصبة المجتمعات الإفريقية | أفراد وقادة حقوق الإنسان المميزون |
| جائزة القاضي العالمي                             | مدرسة بريتزكر جامعة نورث وسترن للقانون                   | قضاة عاملون ساهموا في تقدم القانون الدولي لحقوق الإنسان أو القانون الجنائي الدولي                                                                               |
| جوائز القيادة العالمية                           | الأصوات الحيوية                                          | القيادات النسائية الدولية اللواتي يعملن في مجالات حقوق الإنسان، وتمكين الاقتصاد، أو الإصلاح السياسي                                                             |
| جائزة غروبر للعدالة                              | مؤسسة غروبر                                              | مساهمات عززت العدالة من خلال النظام القانوني |
| جائزة جروبر لحقوق المرأة                         | مؤسسة غروبر                                              | مساهمات بارزة، غالبًا مع مخاطر شخصية أو مهنية كبيرة، لتعزيز حقوق النساء والفتيات وزيادة الوعي بأهمية المساواة بين الجنسين لتحقيق عالم عادل                       |
| جائزة روبرت ف. كينيدي لحقوق الإنسان              | منظمة روبرت ف. كينيدي لحقوق الإنسان                      | أفراد حول العالم أظهروا الشجاعة وقدموا مساهمات كبيرة في مجال حقوق الإنسان في بلدانهم                                                                            |
| جائزة ليتيلير-موفيت لحقوق الإنسان                | معهد الدراسات السياسية                                   | تعزيز قضية حقوق الإنسان في كندا والولايات المتحدة |
| جائزة نور الحقيقة                                | الحملة الدولية من أجل التبت                              | منظمة غير حكومية تهدف إلى تعزيز الديمقراطية وحقوق الإنسان لشعب التبت                                                                                            |
| جائزة جورج ميني-لين كيركلاند لحقوق الإنسان       | الاتحاد الأمريكي للعمل ومؤتمر المنظمات الصناعية          | الأفراد والجهات التي تناضل من أجل حقوق الإنسان في مجال علاقات العمل                                                                                             |
| جائزة توماس ميرتون                               | مركز توماس ميرتون (بيتسبرغ)                              | الأفراد الوطنيون والدوليون الذين يناضلون من أجل العدالة |
| وسام الحرية في فيلادلفيا                         | مركز الدستور الوطني                                      | القيادة في السعي وراء الحرية |
| جائزة ريبوك لحقوق الإنسان                        | ريبوك                                                    | الناشطون تحت سن الثلاثين الذين ناضلوا من أجل حقوق الإنسان بوسائل غير عنيفة                                                                                      |
| جائزة أندريه ساخاروف (APS)                       | الجمعية الفيزيائية الأمريكية                             | القيادة المتميزة أو الإنجازات البارزة للعلماء في دعم حقوق الإنسان                                                                                               |

## آسيا
| الدولة         | الجائزة                              | الجهة الراعية                         | ملاحظات                                                                                               |
| -------------- | ------------------------------------ | ------------------------------------- | --- |
| إندونيسيا      | جائزة ياب ثيام هين                   | مؤسسة مركز دراسات حقوق الإنسان        | حقوق الإنسان في إندونيسيا منذ عام 1992                                                                |
| إسرائيل        | جائزة إميل جرونزويج لحقوق الإنسان    | جمعية الحقوق المدنية في إسرائيل       | تعزيز حقوق الإنسان في إسرائيل                                                                         |
| إسرائيل        | جائزة القدس                          | منتدى الكتاب الدولي في القدس          | الكتاب الذين يعززون حرية الفرد في المجتمع                                                             |
| الفلبين        | جائزة كا بيبي ديوكو لحقوق الإنسان    | جامعة ديلا ساليه                      | الأشخاص أو الجماعات الذين أظهروا التزامهم بتعزيز حقوق الإنسان والعدالة الاجتماعية والسيادة الفلبينية. |
| كوريا الجنوبية | جائزة حقوق الإنسان في كوريا          | اللجنة الوطنية لحقوق الإنسان في كوريا | المساهمة في حقوق الإنسان الكورية والدولية                                                             |
| تايوان         | جائزة آسيا للديمقراطية وحقوق الإنسان | مؤسسة تايوان للديمقراطية              | المساهمات من خلال وسائل سلمية في تطوير الديمقراطية وحقوق الإنسان في آسيا                              |

## أوروبا
| الدولة          | الجائزة                                             | الجهة الراعية                                                                                | ملاحظات |
| --------------- | --------------------------------------------------- | -------------------------------------------------------------------------------------------- | ------- |
| أوروبا          | جائزة راؤول وولينبرغ                                | مجلس أوروبا                                                                                  |         |
| أوروبا          | جائزة الفيلم لمجلس أوروبا                           | مجلس أوروبا                                                                                  |         |
| أوروبا          | جائزة فاتسلاف هافل لحقوق الإنسان                    | الجمعية البرلمانية لمجلس أوروبا                                                              |         |
| أوروبا          | جائزة شمال-جنوب                                     | مركز شمال-جنوب                                                                               |         |
| أوروبا          | جائزة سخاروف                                        | البرلمان الأوروبي                                                                            |         |
| أوروبا          | ميدالية روبير شومان (كتلة حزب الشعب الأوروبي)       | كتلة حزب الشعب الأوروبي                                                                      |         |
| النمسا          | جائزة فيليكس إيرماكورا لحقوق الإنسان                | جمعية فيليكس إيرماكورا                                                                       |         |
| النمسا          | جائزة برونو كرايسكي لحقوق الإنسان                   | مؤسسة برونو كرايسكي                                                                          |         |
| بلجيكا          | جائزة آرك                                           | نيُو فلامس تيدشريخت                                                                           |         |
| جمهورية التشيك  | جائزة هومو هوميني                                   | الناس في حاجة                                                                                |         |
| الدنمارك        | جائزة إنجي جينيفكه                                  | مؤسسة دعم مكافحة التعذيب                                                                     |         |
| فرنسا           | جائزة سيمون دي بوفوار                               | لجنة جائزة سيمون دي بوفوار                                                                   |         |
| فرنسا           | جائزة أليكسيس دي توكفيل                             | قصر توكفيل                                                                                   |         |
| فرنسا           | جائزة لوودوفيك ترايو لحقوق الإنسان الدولية          | معهد حقوق الإنسان في نقابة المحامين في بوردو                                                 |         |
| فرنسا وألمانيا  | جائزة فرنسية ألمانية لحقوق الإنسان وسيادة القانون   | الحكومات الفرنسية والألمانية                                                                 |         |
| ألمانيا         | جائزة هانا أرندت                                    | مؤسسة هاينريش بول                                                                            |         |
| ألمانيا         | جائزة حقوق الإنسان الأوروبية لشعوب السنتي والروما   | المجلس المركزي للسنتي والروما الألمان                                                        |         |
| ألمانيا         | جائزة فيكتور غولانكز                                | جمعية الشعوب المهددة                                                                         |         |
| ألمانيا         | جائزة لايبزيغ لحقوق الإنسان                         | اللجنة الأوروبية الأمريكية للمواطنين من أجل حقوق الإنسان والحرية الدينية في الولايات المتحدة |         |
| ألمانيا         | جائزة نورمبرغ لحقوق الإنسان الدولية                 | مجلس مدينة نورنبرغ                                                                           |         |
| ألمانيا         | جائزة هانز مارتن شايلر                              | مؤسسة هانز مارتن شايلر                                                                       |         |
| ألمانيا         | ميدالية روبير شومان (مؤسسة ألفريد تويبفر)           | مؤسسة ألفريد تويبفر                                                                          |         |
| ألمانيا         | جائزة التسامح لأكاديمية توتينغ الإنجيلية            | أكاديمية توتينغ الإنجيلية                                                                    |         |
| ألمانيا         | جائزة فرانز ويرفل لحقوق الإنسان                     | اتحاد المشردين                                                                               |         |
| أيرلندا         | جائزة فرونت لاين ديفيندرز                           | فرونت لاين ديفندرز                                                                           |         |
| إيطاليا         | جائزة أوميلاس                                       | منظمة العفو الدولية                                                                          |         |
| هولندا          | جائزة زهرة حقوق الإنسان                             | وزارة الشؤون الخارجية (هولندا)                                                               |         |
| هولندا          | جائزة السلام الدولي للأطفال                         | مؤسسة كيدزرايتس                                                                              |         |
| النرويج         | جائزة جامعة أوسلو لحقوق الإنسان                     | جامعة أوسلو                                                                                  |         |
| النرويج         | جائزة ثورولف رافتو التذكارية                        | مؤسسة رافتو لحقوق الإنسان                                                                    |         |
| النرويج         | جائزة أندريه ساخاروف لحرية الفكر                    | لجنة هلسنكي النرويجية                                                                        |         |
| النرويج         | جائزة ستيفانوس                                      | تحالف ستيفانوس الدولي                                                                        |         |
| النرويج         | جائزة السلام الطلابية                               | أمانة جائزة السلام الطلابية                                                                  |         |
| رومانيا         | جائزة فاليريو بوبوك                                 | مجلس الشيوخ الروماني                                                                         |         |
| إسبانيا         | جائزة خيمينيز برونيت الدولية                        | الجامعة العامة في نافارا                                                                     |         |
| السويد          | جائزة آنا ليند                                      | صندوق آنا ليند التذكاري                                                                      |         |
| السويد          | جائزة أولوف بالمه                                   | صندوق أولوف بالمه للتفاهم الدولي والأمن المشترك                                              |         |
| السويد          | جائزة رايت ليفيلهوود                                | مؤسسةجائزة رايت ليفيلهوود                                                                    |         |
| سويسرا          | جائزة مارتن إينالز لمدافعي حقوق الإنسان             | منظمة العفو الدولية وغيرها                                                                   |         |
| سويسرا          | ميدالية جيوسيبي موتا                                | معهد جنيف للديمقراطية والتنمية                                                               |         |
| المملكة المتحدة | جائزة سفير الضمير المرموقة                          | منظمة العفو الدولية                                                                          |         |
| المملكة المتحدة | جوائز منظمة العفو الدولية البريطانية لوسائل الإعلام | منظمة العفو الدولية                                                                          |         |
| المملكة المتحدة | جائزة الحرية                                        | ليبرال إنترناشيونال                                                                          |         |
| المملكة المتحدة | جائزة لونغفورد                                      | مؤسسة إصلاح السجون                                                                           |         |
| المملكة المتحدة | جائزة آنا بوليتكوفسكايا                             | الوصول لجميع النساء في الحرب                                                                 |         |

## أوقيانوسيا
| الدولة   | الجائزة                                    | الجهة الراعية                     | تُمنح من أجل |
| -------- | ------------------------------------------ | --------------------------------- | --- |
| أستراليا | جوائز حقوق الإنسان في أستراليا             | المفوضية الأسترالية لحقوق الإنسان | مساهمة مجموعة واسعة من الرجال والنساء في المجتمع الأسترالي الذين يلتزمون بقضايا حقوق الإنسان والعدالة الاجتماعية والمساواة |
| أستراليا | جوائز حقوق الإنسان الوطنية للسكان الأصليين | برلمان نيوساوث ويلز               | مساهمة السكان الأصليين في أستراليا في حقوق الإنسان والعدالة الاجتماعية                                                     |